# 1012
1012 (MXII) je bilo prestopno leto, ki se je po julijanskem koledarju začelo na torek.

## Dogodki
- 18. maj - Umrlega papeža Sergeja IV. nasledi Benedikt VIII., 143. papež po seznamu. Benedikt VIII. izvira iz močne lacijske rodbine tuskulumskih grofov. Istega dne se nezadovoljen z izvolitvijo papeža da posvetiti protipapež Gregor VI., ki ga poskušajo potisniti naprej rimski Krescenciji.[1] Benedikt VIII. je prisiljen pobegniti iz Rima in poskuša svoj interes uveljaviti pred nemškim kraljem Henrikom II., ki mu izkaže vso podporo v zameno, da ga Benedikt krona za rimsko-nemškega cesarja. 1014 ↔
- Nemško-poljska vojna (1002-18): s sklenitvijo začasnega (tokrat drugega) miru se zaključi druga faza vojne med nemškim kraljem Henrik II. in poljskim vojvodo Boleslavom, ki pa že istega leta prekrši mir s ponovno okupacijo Lužic.
- Nemški kralj Henrik II. preda po izumrtju plemiške rodbine Konradinov v fevd Vojvodino Švabsko rodbini Babenberžanov.
- Mlajši brat Oldržih iz rodbine Pšemisl strmoglavi svojega brata Jaromirja in prevzame oblast v Vojvodini Češki.
- Thietmar iz Merseburga začne sestavljati kroniko. Do smrti leta 1018 napiše osem knjig z zgodovino Nemčije od leta 908 naprej. Besedilo je pomemben dokument o zgodovini Slovanov in Madžarov vzhodno od mej nemške poselitve.
- Irski kralj Leinsterja, pokrajine na JV Irske, Mael Morda vzdigne upor proti združitvenim težnjam irskega (nad)kralja Briana Boruja. 1014 ↔
- Škotski kralj Malcolm II. odvrne napad Dancev.
- Angleški kralj Ethelred Nepripravljeni ponovno plača danegeld Dancem.
- Danci umorijo canterburyjskega nadškofa Aelfega, ki so ga leto poprej vzeli za talca.
- Fatimidski kalif Al-Hakim po uničenju Cerkve Svetega Groba v letu 1009 nadaljuje z uničevanjem krščanskih in judovskih svetišč.
- Posvetitev Bamberške katedrale.

## Rojstva
Neznan datum
- Baldvin V., grof Flandrije († 1067)
- papež Benedikt IX. († 1056)
- Cai Xiang, kitajski kaligraf pod dinastijo Song († 1067)
- Marija Dobronega, poljska vojvodinja († 1087)
- Marpa Lotsawa, tibetanski budistični jogi in prevajalec († 1097)

## Smrti
- 1. april - Herman III. Konradin, vojvoda Švabske (* 995)
- 12. maj - papež Sergij IV.
- 18. oktober - Sveti Koloman, irski misijonar in mučenik

Neznan datum
- Alfege, canterburyjski nadškof (* 954)
- Ibn al-Faradi, španski muslimanski zgodovinar (* 962)